# Harry Bähre

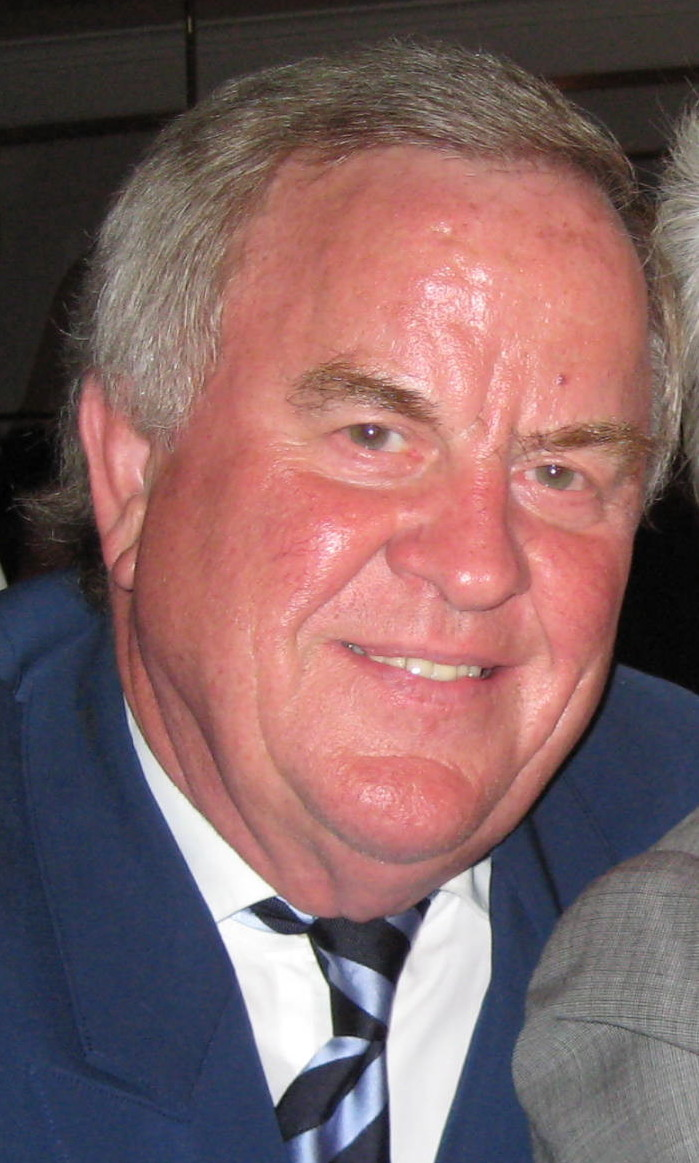
Harry Bähre (2008)

Harry Bähre (* 22. Juli 1941) ist ein ehemaliger deutscher Fußballspieler. Der als Halbstürmer beziehungsweise Außenläufer im damals gebräuchlichen WM-System aktive Bähre hat von 1963 bis 1967 für den Hamburger SV in der Fußball-Bundesliga 78 Ligaspiele absolviert und zwei Tore erzielt.

## Laufbahn
Begonnen hat die fußballerische Laufbahn von Harry Bähre in der Jugend und im Seniorenbereich bei Grün-Weiß 07 Hamburg. Zur Saison 1960/61 wechselte er in die Amateurmannschaft des amtierenden deutschen Meisters, des Hamburger SV. Der Amateur debütierte am 19. Oktober 1960 bei einem 1:0-Heimerfolg gegen Holstein Kiel in der damals erstklassigen Fußball-Oberliga Nord. Trainer Günter Mahlmann hatte den HSV-Sturm in der Besetzung mit Gerhard Krug, Horst Dehn, Klaus Stürmer, Bähre und Klaus Neisner auflaufen lassen. Der Debütant erzielte den Siegtreffer. Am Rundenende wurde Bähre am 1. Juni 1961 in Oberhausen bei einem 5:3-Sieg gegen die Niederlande vom DFB einmal in der Amateur-Nationalmannschaft eingesetzt. In den letzten zwei Runden der alten Oberliga, 1961/62 und 1962/63, gehörte er als Vertragsspieler dem Oberligakader des Serienmeisters der Oberliga Nord an. Insgesamt absolvierte er in dieser Liga 32 Rundenspiele und erzielte fünf Tore. In den Endrunden um die deutsche Fußballmeisterschaft 1962 und 1963 kam er in den Spielen gegen Eintracht Frankfurt (1:2) und Borussia Neunkirchen (0:3) zum Einsatz.
Zur Saison 1963/64 gehörte er dem ersten HSV-Kader für die neue Fußball-Bundesliga an. Da der Verein seine Unterlagen sehr frühzeitig beim DFB einreichte und es keinen alphabetisch vor ihm stehenden HSV-Spieler gab, erhielt Harry Bähre den Bundesliga-Spielerpass mit der Lizenz-Nummer 001. Bähre debütierte am 5. Oktober 1963 bei einem 5:1-Heimerfolg gegen Hertha BSC in der Bundesliga. Er bildete vor 40.000 Zuschauern mit Hubert Stapelfeldt und Dieter Seeler die Läuferreihe des Gastgebers. In der zweiten Halbzeit standen die Berliner gegen den Sturmwirbel des HSV auf verlorenem Posten. Herausragender Einfädler dabei: Laufwunder Harry Bähre. Der Debütant bekam mit 1,0 die beste Spielernote. Am Rundenende belegten die „Rautenträger“ den 6. Rang und Bähre hatte in 22 Einsätzen (immer als rechter Außenläufer) ein Tor erzielt.
Im Europapokal der Pokalsieger war das kleine Energiebündel in den drei spannenden Spielen gegen CF Barcelona im November und Dezember 1963 mit von der Partie: In Barcelona gab es ein torreiches 4:4, das Rückspiel in Hamburg endete 0:0, so dass ein Entscheidungsspiel am 18. Dezember 1963 in Lausanne die Entscheidung bringen musste. Nach dem 0:0-Halbzeitstand brachte Bähre in der 52. Minute den HSV mit 1:0 in Führung. Sándor Kocsis sorgte mit zwei Treffern zehn Minuten später für die 2:1-Führung der Katalanen, ehe Uwe Seeler mit zwei Treffern die Hanseaten in das Viertelfinale schoss. Dort schied der HSV mit Bähre im März 1964 gegen den französischen Vertreter Olympique Lyon aus. Weniger erfreulich war der Auftritt im DFB-Pokal: In Hamburg trotzte der süddeutsche Regionalligist SpVgg Fürth in der 1. Hauptrunde am 7. April 1964 dem HSV ein überraschendes 1:1 nach Verlängerung ab; das Wiederholungsspiel verlor der Bundesligist acht Tage später in Fürth vor 22.000 Zuschauern mit 1:2 nach Verlängerung. In beiden Spielen hatte Bähre mit Willi Giesemann und Dieter Seeler die Läuferreihe gebildet.
1967 erreichte er mit dem HSV das Finale im DFB-Pokal, kam dort jedoch nicht zum Einsatz. Ab der folgenden Saison spielte er beim HSV Barmbek-Uhlenhorst in der Regionalliga Nord, wo er von 1967 bis 1970 noch zu 76 Spielen und zwei Toren kam.
Später kehrte Harry Bähre zum HSV zurück und blieb seinem Verein treu. Er war zeitweise Mitglied des Vorstandes, Kassenwart und Leiter der Fußball-Amateurmannschaft. Harry Bähre ist Manager der HSV-Altliga. Als Uwe Seeler am 28. August 1995 seine Ankündigung, die Präsidentschaft des Hamburger SV zu übernehmen verkündete, gehörte auch Harry Bähre der „Uwe-Seeler-Mannschaft“ um Volker Lange und Jürgen Engel an.

## Beruflich
Der gelernte Chemigraf legte als Inhaber eines mittelständischen Unternehmens im Bereich Reproduktionstechniken eine Erfolgsstory hin und besitzt eine Lithografie-Druckerei. Als Lithograf arbeitete er beispielsweise für Horst Janssen.